# Logania populifolia
Logania populifolia là một loài thực vật có hoa trong họ Mã tiền. Loài này được (Lam.) Leeuwenb. mô tả khoa học đầu tiên năm 1991.